# Matias Lipasti
Matias Olavi Iisakki Lipasti (ur. 11 stycznia 1997) – fiński zapaśnik walczący w stylu klasycznym. Zajął dwunaste miejsce na mistrzostwach świata w 2022. Dziewiąty na mistrzostwach Europy w 2024. Mistrz nordycki w 2018. Mistrz świata kadetów w 2014 roku.